# Васильківська міська ЦБС

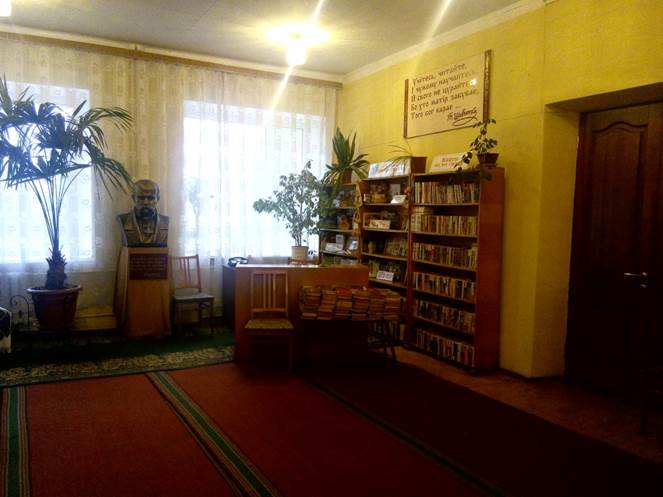

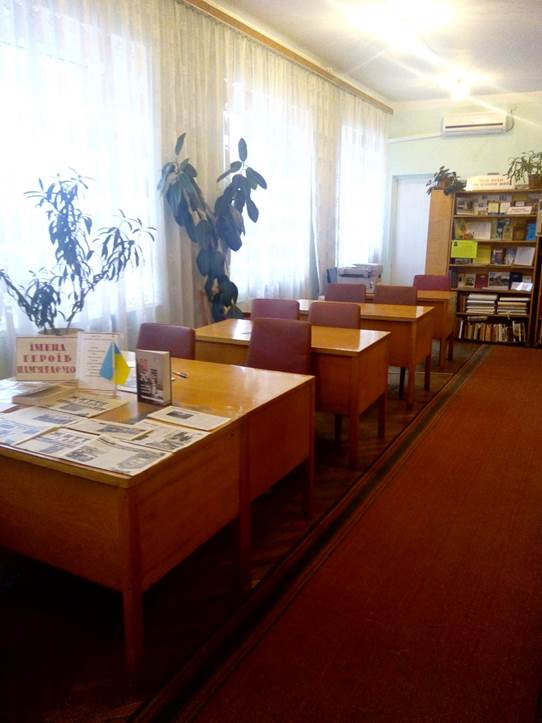
Читальний зал бібліотеки для дорослих

Васильківська міська ЦБС —  інформаційний, культурно-освітній та духовний центр м. Василькова. Васильківська міська   централізована  бібліотечна  система здійснює  свою   роботу  за  такими  напрямками:  розвиток  фондів, бібліографічне  обслуговування   користувачів  тощо. ЦБС  об’єднує  бібліотеки  міста  за  адміністративно – територіальним принципом  в  єдине  структурно – цілісне  утворення  для  найбільш ефективного використання  бібліотечних  ресурсів. Знаходиться у приміщенні міського Будинку культури на першому поверсі. Утворена 3 серпня 1993 року при реорганізації Васильківської районної ЦБС.

## Характеристика
Книжковий фонд бібліотечної системи— 47 тис. примірників, кількість читачів - 11 тис. 260 осіб.

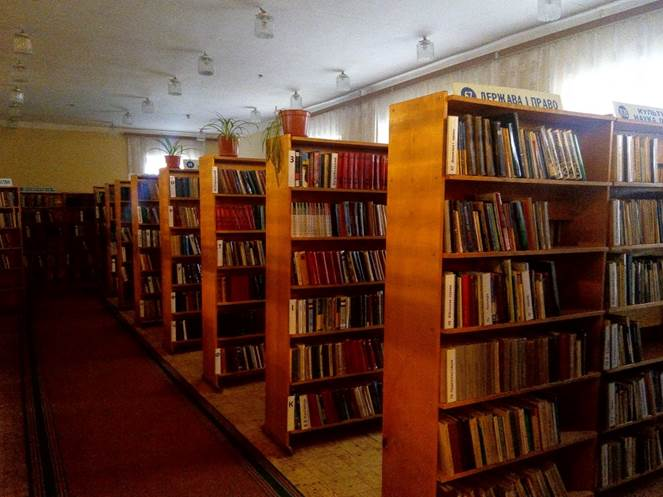
Фонд бібліотеки для дорослих

## Підрозділи
До бібліотечної системи входять:
- Бібліотека для дошкільнят та дітей до 10 років;
- Бібліотека для школярів до 9 класу;
- Доросла бібліотека;
- 3 філії.

## Послуги для користувачів
- книги українських та зарубіжних авторів, періодичні та електронні видання, аудіо книги на CD-дисках;
- алфавітний та предметний каталоги;
- ксерокопіювання документів;
- бібліографічні довідки;
- клуби за інтересами та масові заходи.

## Графік роботи
Вівторок-п'ятниця: 9:00-17:00.
Субота-неділя: 10:00-17:00.
Понеділок вихідний.

## Філії
Бібліотека – філія № 1,  вул. Гетьмана Сагайдачного,46-А;
Бібліотека – філія № 2,   вул. Декабристів, 135;
Бібліотека – філія № 3,  в/м, будинок офіцерів.